# Chaise no 14

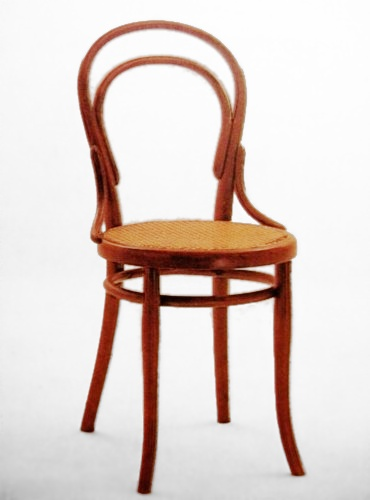
Chaise Thonet no 14, 1859.

La chaise no 14 est un meuble conçu en 1859 par l'industriel allemand-autrichien Michael Thonet, aujourd'hui plus connue sous le nom de « chaise bistrot », il est considéré comme la naissance du design d'objet.

## Histoire
La chaise no 14 est fabriqué en 1859,, dans une petite entreprise familiale en Allemagne pour répondre à la commande d’Anna Daum qui rêve pour son café de chaises pratiques, élégantes et peu encombrantes. Les commandes s’enchaînent alors très vite et Michael Thonet, qui en est le concepteur décide de la produire en série. En 1930, elle s’était déjà vendue à plus de 50 millions d'exemplaires.
La chaise no 14 devient donc le premier modèle industriel de Thonet. Son design à toute épreuve, son ergonomie et son rapport qualité-prix feront son succès durant les années qui suivront. Un siècle et demi, cinq générations de Thonet plus tard, la « chaise bistrot », aujourd’hui appelée no 214, est toujours inscrite au catalogue de l'entreprise et devenue une véritable icône de l'histoire du design,.

## Description
La chaise no 14 est composée de 6 pièces de bois, 10 vis et 2 écrous : en tout 18 éléments. Elle se monte, se démonte et se transporte facilement. Michael Thonet a l’idée ingénieuse d’expédier la chaise no 14 démontée dans tous ses points de vente. Il exporte 216 parties de 36 chaises dans un mètre cube, réduisant ainsi l'espace utilisé. Même si, normalement, la chaise était ensuite vendue montée au client, elle est considérée comme l'ancêtre du mobilier en kit. Les économies de transport contribuent au prix accessible de la chaise.
La chaise mesure 84 cm de haut. L'assise est à 46 cm du sol et son diamètre est de 40,5 cm.

## Technique de fabrication
La chaise no 14 est fabriquée grâce à la technique de bois massif courbé, qui compte trois étapes. La première consiste à découper le bois de hêtre dans le sens des fibres, la seconde à mouler les pièces découpés dans des cuves à vapeur durant 20 à 30 minutes afin de les assouplir (c'est ce qu'on appelle l'étuvage). Les ouvriers disposent alors de trois minutes pour plier le bois à l'aide de moules en fonte qui donneront à chaque élément sa forme définitive. Cette opération ne peut être effectuée qu’à la main car aucune machine ne possède la dextérité nécessaire pour effectuer le pliage en trois dimensions sans risquer de rompre le bois.